# Uniwersytet Makerere
Uniwersytet Makerere (ang. Makerere University) –  najstarsza i największa ugandyjska uczelnia, założona w 1922 w Makerere, dzielnicy Kampali. 
W momencie założenia była to szkoła techniczna. W 1963 placówka stała się częścią Uniwersytetu Wschodniej Afryki (University of East Africa). Samodzielną uczelnią, pod obecną nazwą, została w 1970.
W 2010 na 19 wydziałach, które miała uczelnia, studiowało 33 211 osób. W tym samym roku, według University Ranking by Academic Performance, uniwersytet został sklasyfikowany na 736. miejscu na świecie.
W styczniu 2010 władze uczelni zadecydowały o utworzeniu filii uczelni w Fort Portal (311 km na zachód od Kampali) i kolejnej w Jinja (86 km na wschód od Kampali).